# Dolores Moreira
Dolores "Lola" Moreira (Paysandú, 16 de febrero de 1999) es una regatista uruguaya que compite en la clase internacional láser radial. Es la actual campeona mundial juvenil en esa categoría. Tras alcanzar la medalla de plata en su especialidad en los Juegos Panamericanos de 2015, se convirtió en la medallista panamericana más joven en la historia de su país.

## Trayectoria
En los Juegos Olímpicos de la Juventud de Nankín 2014 en la categoría Byte CII finalizó en el noveno lugar. Fue la abanderada uruguaya en estos JJ. OO.
Abanderada también en los Juegos Panamericanos de Toronto 2015, fue medalla de plata en estos juegos, en la categoría láser radial; con la obtención de este segundo puesto clasificó a los Juegos Olímpicos de Río de Janeiro 2016 —la mejor sudamericana en dicha competencia— y se convirtió en la medallista uruguaya más joven —16 años— en la historia de los Juegos Panamericanos.
En ese mismo año, 2015, fue distinguida con el premio Altar Olímpico como la mejor deportista uruguaya del año.
En diciembre de 2016 se consagró campeona en su categoría en el Mundial juvenil que se realizó en Auckland, Nueva Zelanda.

## Resultados
Juegos Sudamericano de la Juventud
- 2013:

Campeonato Mundial de Vela ISAF
- 2014: 31.ª

Campeonato Sudamericano de Vela
- 2014: 10.ª [9]

Semana de Buenos Aires
- 2014: [10]

Juegos Olímpicos de la Juventud
- 2014: 9ª

Campeonato Mundial de Vela Juvenil ISAF
- 2014: 10.ª[11]

Juegos Panamericanos
- 2015:

Campeonato San Isidro Labrador
- 2015: [12]

Campeonato Mundial de Láser Radial Femenino
- 2016: 17.ª [13]

Campeonato Mundial Juvenil de Láser Radial
- 2016: [1]

Semana Olímpica de Enoshima
- 2018: [14]

## Palmarés
| Año  | Campeonato                                   | Palmar  | País           | Ciudad            | Gra | Pos               |
| ---- | -------------------------------------------- | ------- | -------------- | ----------------- | --- | ----------------- |
| 2019 | Copa ASAF (Semana Olímpica de Enoshima)      | Ronda U | Japón          | Enoshima          | 100 | Medalla de oro    |
| 2019 | Copa Mundial 2019                            | Ronda 1 | Japón          | Enoshima          | 200 | 23                |
| 2018 | Hempel Sailing World Champ. Aarhus 2018      | Ronda U | Dinamarca      | Aarhus            | 200 | 74                |
| 2018 | Copa Mundial 2018                            | Ronda 3 | Francia        | Hyères            | 200 | 25                |
| 2018 | Copa Mundial 2018                            | Ronda 2 | Estados Unidos | Miami             | 200 | 55                |
| 2018 | 47° Mundial Juvenil de Vela                  | Ronda U | China          | Sanya             |     | Medalla de plata  |
| 2018 | Copa ASAF (Semana Olímpica de Enoshima)      | Ronda U | Japón          | Enoshima          | 100 | 16                |
| 2018 | Copa Mundial 2018                            | Ronda 1 | Japón          | Gamagōri          | 200 | 12                |
| 2017 | Campeonato Mundial de Láser Femenino 2017    | Ronda U | Países Bajos   | Medemblik         | 200 | 16                |
| 2017 | Final de Copa Mundial de Vela 2017           | Ronda U | España         | Santander         | 200 | Medalla de bronce |
| 2017 | SWC Serie                                    | Ronda 2 | Francia        | Hyères            | 200 | 43                |
| 2017 | Club Náutico de América Central y Sudamérica | Ronda U | Argentina      | Mar del Plata     | 100 | Medalla de bronce |
| 2017 | SWC Serie                                    | Ronda 1 | Estados Unidos | Miami             | 200 | 17                |
| 2016 | 46° Mundial Juvenil de Vela                  | Ronda U | Nueva Zelanda  | Auckland          |     | Medalla de oro    |
| 2016 | Juegos Olímpicos de Río de Janeiro 2016      | Ronda U | Brasil         | Río de Janeiro    |     | 25                |
| 2016 | Delta Lloyd Regatta                          | Ronda U | Países Bajos   | Medemblik         | 100 | 7                 |
| 2016 | Campeonato Mundial de Láser Radial           | Ronda U | México         | Nuevo Vallarta    | 200 | 17                |
| 2016 | Trofeo SAR Reina Sofía                       | Ronda U | España         | Palma de Mallorca | 100 | 34                |
| 2016 | Copa Mundial de Vela                         | Ronda U | Estados Unidos | Miami             | 200 | 23                |
| 2015 | Juegos Panamericanos de 2015                 | Ronda U | Canadá         | Toronto           | 100 | Medalla de plata  |
| 2015 | San Isidro Labrador                          | Ronda U | Argentina      | San Isidro        | 50  | Medalla de plata  |
| 2014 | Campeonato Sudamericano de Láser             | Ronda U | Perú           | Lima              | 100 | 10                |
| 2014 | Semana de Buenos Aires                       | Ronda U | Argentina      | Buenos Aires      | 50  | Medalla de bronce |
| 2014 | Campeonato Mundial de Vela ISAF 2014         | Ronda U | España         | Santander         |     | 31                |
| 2014 | Juegos Olímpicos de la Juventud 2014         | Ronda U | China          | Nankín            |     | 9                 |
| 2014 | 44° Mundial Juvenil de Vela                  | Ronda U | Portugal       | Tavira            |     | 10                |
| 2013 | Juegos Sudamericanos Juveniles               | Ronda U | Perú           | Lima              |     | Medalla de oro    |